# Борт, Мишель
Мишель Борт (англ. Michelle Borth) — американская актриса кино и телевидения. Известна ролями в телесериалах «Скажи мне, что любишь меня», «Забытые», «Гавайи 5.0» и «Военный госпиталь».

## Биография
Мишель родилась 19 августа 1978 года в Нью-Йорке, где и провела всё детство. Мать Мишель италоамериканка, владелица бизнеса по благоустройству жилья, отец — сотрудник The New York Times, и у них трое детей (у Мишель два младших брата). В 2001 году Борт окончила университет Пейс (англ. Pace University) округа Уэстчестер (Нью-Йорк), где получила степень бакалавра по актёрскому мастерству и истории театра.
После учёбы Мишель принимала участие в нескольких театральных постановках Нью-Йорка, а затем уехала в Лос-Анджелес. В период с 2003 по 2006 годы Борт играла исключительно в фильмах ужасов.
В 2005 году Мишель сыграла в пилоте драматического сериала «Скажи мне, что любишь меня», и в 2007 году приступила к съемкам первого сезона. Мишель сыграла роль Джейми, участницу самой молодой из трёх описываемых в сериале супружеских пар, которая в отношениях со своим молодым человеком запуталась между понятиями любовь и страсть. «Скажи мне, что любишь меня» был воспринят неоднозначно, в частности из-за большого количества сцен секса, журналисты задавались вопросом действительно ли это игра актёров. Так в интервью после премьеры первого эпизода сезона (9 сентября 2007 года), Мишель Борт отметила, что все, сыгравшие в сериале, в первую очередь актёры, а не какие-то порнозвёзды, и суть сериала не в сценах, где они занимаются любовью, а в драматизме отношений между партнёрами. Согласно мнению журнала «Тайм» сериал «Скажи мне, что любишь меня» занял 3-ю позицию в рейтинге (ТОП-10) лучших сериалов 2007 года.
В 2009 году Мишель принимала участие в съёмках телесериала «Забытые» для American Broadcasting Company (ABC), в котором исполнила роль члена группы Опознание — Кэндес. В 2010 году Мишель Борт дебютировала как кинопродюсер с фильмом «Всё может случиться перед смертью» (англ. Everything Will Happen Before You Die).

## Фильмография
| Год       |    | Русское название                    | Оригинальное название                   | Роль                                                                            |
| --------- | -- | ----------------------------------- | --------------------------------------- | ------------------------------------------------------------------------------- |
| 2003      | ф  | Зловещее предупреждение             | Silent Warnings                         | Катрина Манро (англ. Katrina Munro)                                             |
| 2003      | ф  | Страна Чудес                        | Wonderland                              | Соня (англ. Sonia)                                                              |
| 2004      | ф  | Сестринское братство                | The Sisterhood                          | Девин (англ. Devin)                                                             |
| 2005      | тф | Комодо против кобры                 | Komodo vs. Cobra                        | Доктор Сьюзен Ричардсон (англ. Dr. Susan Richardson)                            |
| 2006      | ф  | Неистовство: Душители с холмов      | Rampage: The Hillside Strangler Murders | Николь (англ. Nicole)                                                           |
| 2006      | ф  | Нарушитель                          | Trespassers                             | Эшли (англ. Ashley)                                                             |
| 2007      | с  | Сверхъестественное                  | Supernatural                            | Кармен Портер (англ. Carmen Porter), эпизод «Что есть и чему никогда не бывать» |
| 2007      | с  | Скажи мне, что любишь меня          | Tell Me You Love Me                     | Джейми (англ. Jamie)                                                            |
| 2008      | с  | Закон и порядок: Специальный корпус | Law & Order: SVU                        | Эвери Хемминс (англ. Avery Hemmings), эпизод «Trade»                            |
| 2009      | ф  | Таймер                              | TiMER                                   | Стеф (англ. Steph)                                                              |
| 2009—2010 | с  | Забытые                             | The Forgotten                           | Кэндес Батлер (англ. Candace Butler)                                            |
| 2010—2016 | с  | Гавайи 5.0                          | Hawaii Five-0                           | Кэтрин Роллинз (англ. Catherine Rollins)                                        |
| 2011      | с  | Военный госпиталь                   | Combat Hospital                         | Ребекка Гордон (англ. Rebecca Gordon)                                           |
| 2011      | ф  | Старая добрая оргия                 | A Good Old Fashioned Orgy               | Сью Пламмер (англ. Sue Plummer)                                                 |
| 2013      | ф  | Беспечный ездок: Снова в седле      | Easy Rider: The Ride Back               | Ванесса Монтегю (англ. Vanessa Monteague)                                       |
| 2016      | ф  | Вечеринка с тинейджерами            | Teenage Cocktail                        | Линн Фентон (англ. Lynn Fenton)                                                 |
| 2018      | тф | Коварная няня                       | Devious Nanny                           | Элиз (англ. Elise)                                                              |
| 2019      | ф  | Шазам!                              | Shazam!                                 | Супергеройская версия Мэри Бромфилд                                             |
| 2020      | тф | Никаких добрых дел                  | No Good Deed                            | Карен (англ. Karen)                                                             |